# Zbigniew Musiał (filozof)

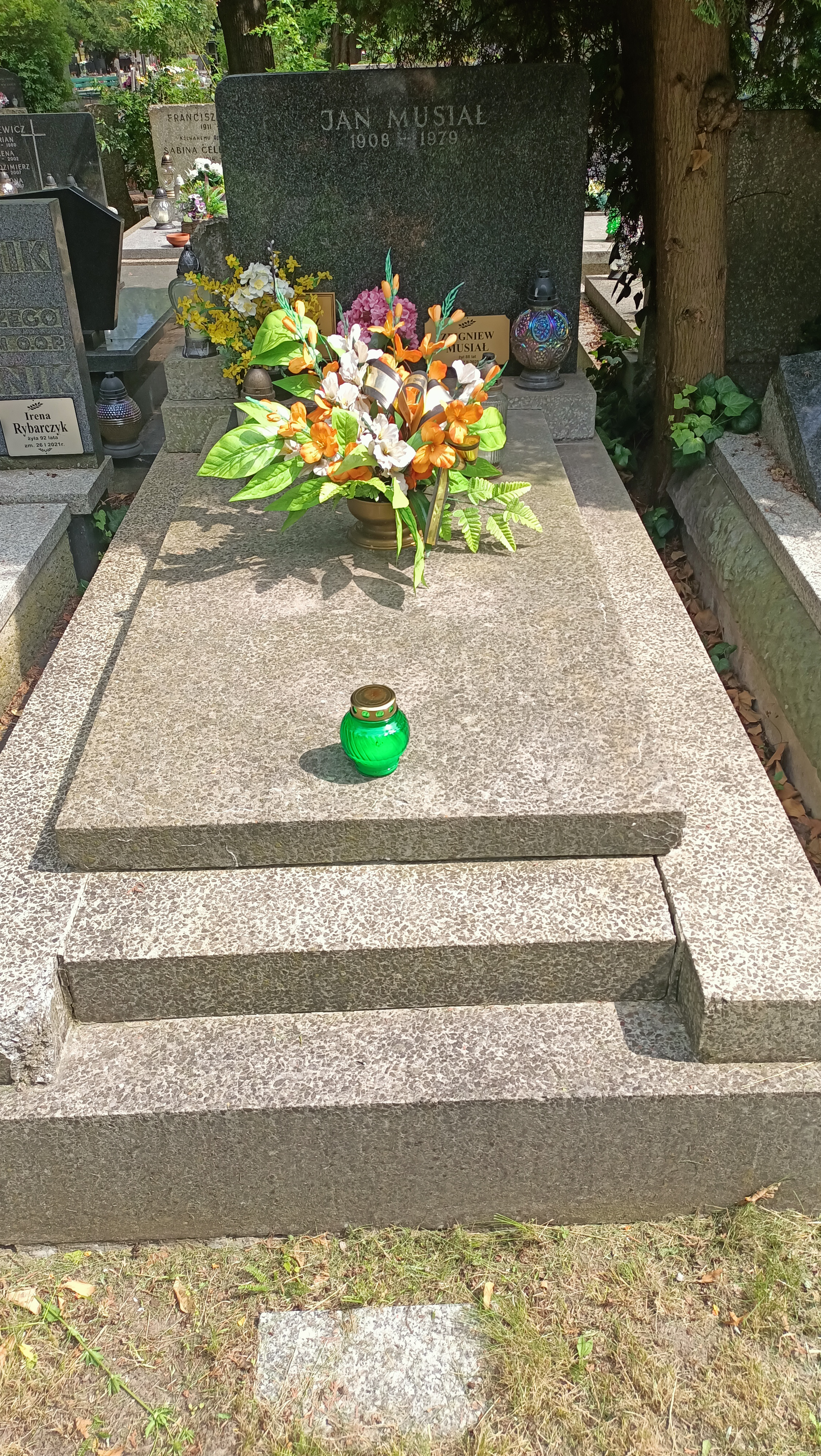
Grób Zbigniewa Musiała na Cmentarzu Wojskowym na Powązkach

Zbigniew Musiał (ur. 3 marca 1936 w Sierakowie, zm. 27 lutego 2025) – polski filozof, doktor habilitowany, profesor Wydziału Filozofii i Socjologii Uniwersytetu Warszawskiego.
W latach 1962–1965 odbył staż asystencki na Uniwersytecie Łódzkim. Rozprawę doktorską obronił w 1974, kolokwium habilitacyjne odbył w 1984.

## Najważniejsze prace
- The Crisis of Value (1987);
- Kontrowersje wokół Plechanowa. Podłoże i następstwa (1990);
- Scjentyzm i okultyzm (wspólnie z Bogusławem Wolniewiczem), w: Filozofia i wartości (1993);
- Życie jako wartość, w: Edukacja Filozoficzna 1998, nr 2;
- Neokultyzm w dwadzieścia lat później, w: Skłonność metafizyczna (1997);
- Problematyczność gandyzmu (wspólnie z Bogusławem Wolniewiczem), w: Edukacja Filozoficzna 2000, nr 29;
- Ksenofobia i wspólnota (wspólnie z Bogusławem Wolniewiczem; 2002);
- Zmierzch racjonalizmu, w: Edukacja Filozoficzna 2003, nr 36;
- Trzy nurty: racjonalizm, antyracjonalizm, scjentyzm (wspólnie z Bogusławem Wolniewiczem i Januszem Skarbkiem; 2006).